# Catherine Samba-Panza
Catherine Samba-Panza (Jamena, 26 de junho de 1954) é uma advogada, empresária e política centrafricana. Foi eleita pelo Conselho Nacional de Transição da Centráfrica como presidente interina da Centráfrica em 20 de janeiro de 2014, tornando-se a primeira mulher a exercer esse cargo no país.
Ela era presidente da câmara municipal de Bangui antes de assumir a presidência.
Em suas primeiras declarações, a presidente recém-eleita fez um apelo enfático às partes envolvidas para que cessem o uso de armas. Ela solicitou que demonstrassem seu apoio à sua nomeação, abandonando as armas, a fim de pôr fim ao sofrimento da população.